# NeXTstation
NeXTstation bylo v informatice označení pro výkonnou pracovní stanici vyráběnou společností NeXT mezi lety 1990 a 1993 dodávánou s operačním systémem NeXTSTEP.
Pracovní stanice NeXTstation byla cenově dostupnější (s cenou 4995 dolarů) variantou počítače NeXTcube. Základní provedení používalo 17" monitor zobrazující 4 stupně šedi; procesor byl Motorola 68040 s frekvencí 25 MHz, u NeXTstation Turbo 33 MHz; varianty NeXTstation Color a NeXTstation Turbo Color měly barevný displej. Celkově se NeXTstation prodalo přes 50 000 kusů. Počítač byl pro svůj plochý tvar přezdívaný „deska“ (the slab), zatímco originální počítač NeXT byl označován jako „krychle“ (the cube).

## Podrobný popis
- CPU (mikroprocesor): Motorola 68040 o frekvenci 25 MHz nebo 33 MHz (Turbo)
- Paměť: 8 MB (8 MIB) (12 MB pro NeXTstation Color), až 32 MB v non-Turbo modelu, 128 MB v Turbo
- Rozlišení displeje: 1120×832 px
- Barvy: NeXTstation: 4 (černá, bílá a dva odstíny šedi)
- NeXTstation Barvy: 4096 barev (12bitová hloubka) se 4bitovým alfa kanálem
- Reproduktor vestavěný v monitoru
- Rozměry/Hmotnost: 39,8 (š) × 36,5 (d) x 6,4 (h) cm / 6 kg
- Vstup/výstup: interní SCSI, externí SCSI2, DSP, video výstup, proprietární port pro laserovou tiskárnu, dva RS-423 sériové porty, 10Base-T a 10Base2 Ethernet
- Média: 3,5" v disketové jednotce (2,88 MB), pevný disk od 105 MB do 4 GB (větší disky mohly fungovat, ale OS nepodporuje oddíly větší než 4 GB).
- Operační systém: NeXTSTEP, OpenStep; NetBSD podporuje část hardwaru NeXTstation.
- Periferní zařízení: modem, klávesnice (85 kláves s normálním zdvihem), myš se 2 tlačítky.